# سانری-له-ویژی
سانری-له-ویژی (به فرانسوی: Sanry-lès-Vigy) یک کمون در فرانسه است که در Canton of Vigy واقع شده‌است.

## خصوصیات
سانری-له-ویژی ۵٫۵۵ کیلومترمربع مساحت و ۵۰۰ نفر جمعیت دارد و ۲۳۸ متر بالاتر از سطح دریا واقع شده‌است.